# Kathedrale von Jaén

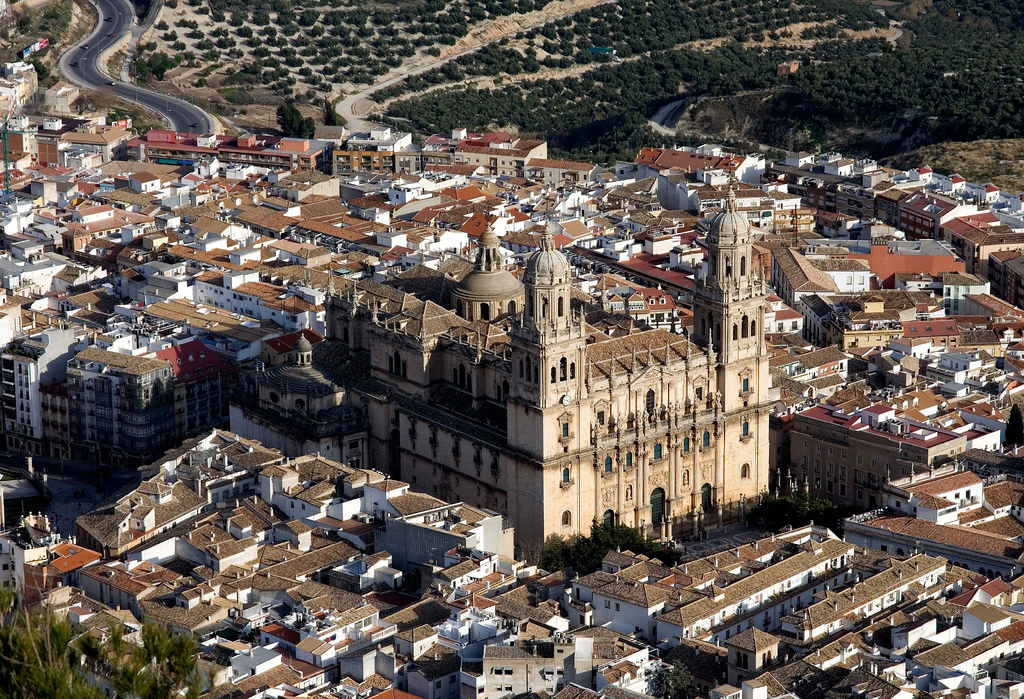
Kathedrale von Jaén

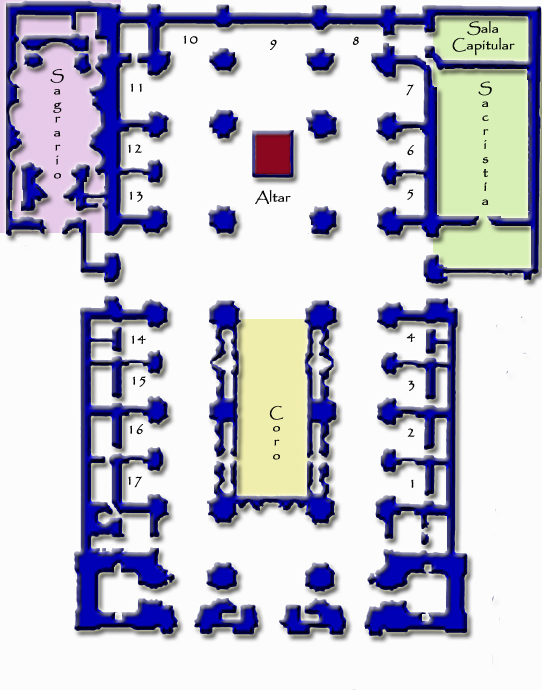
Grundriss

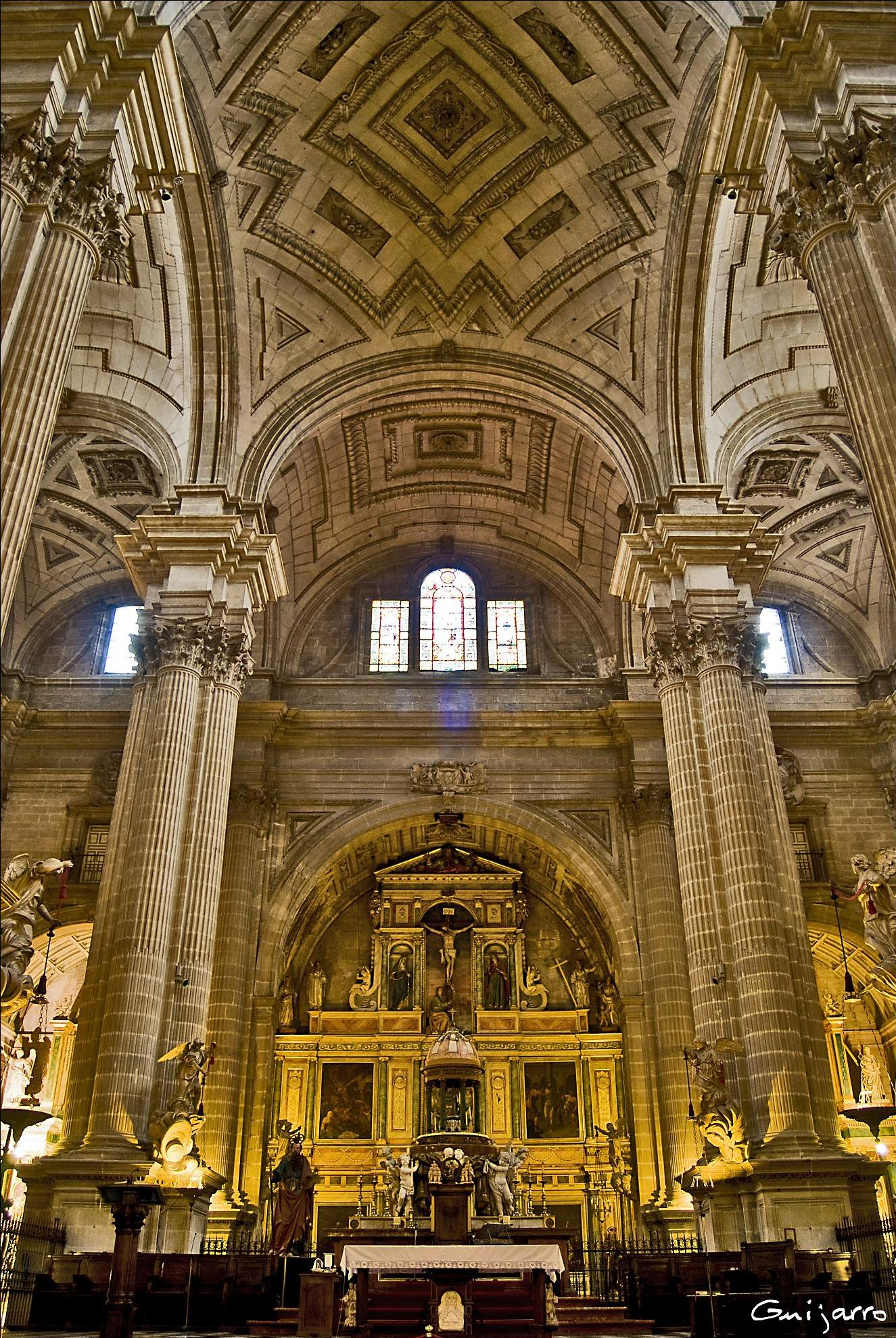
Chorbereich und Hauptaltar

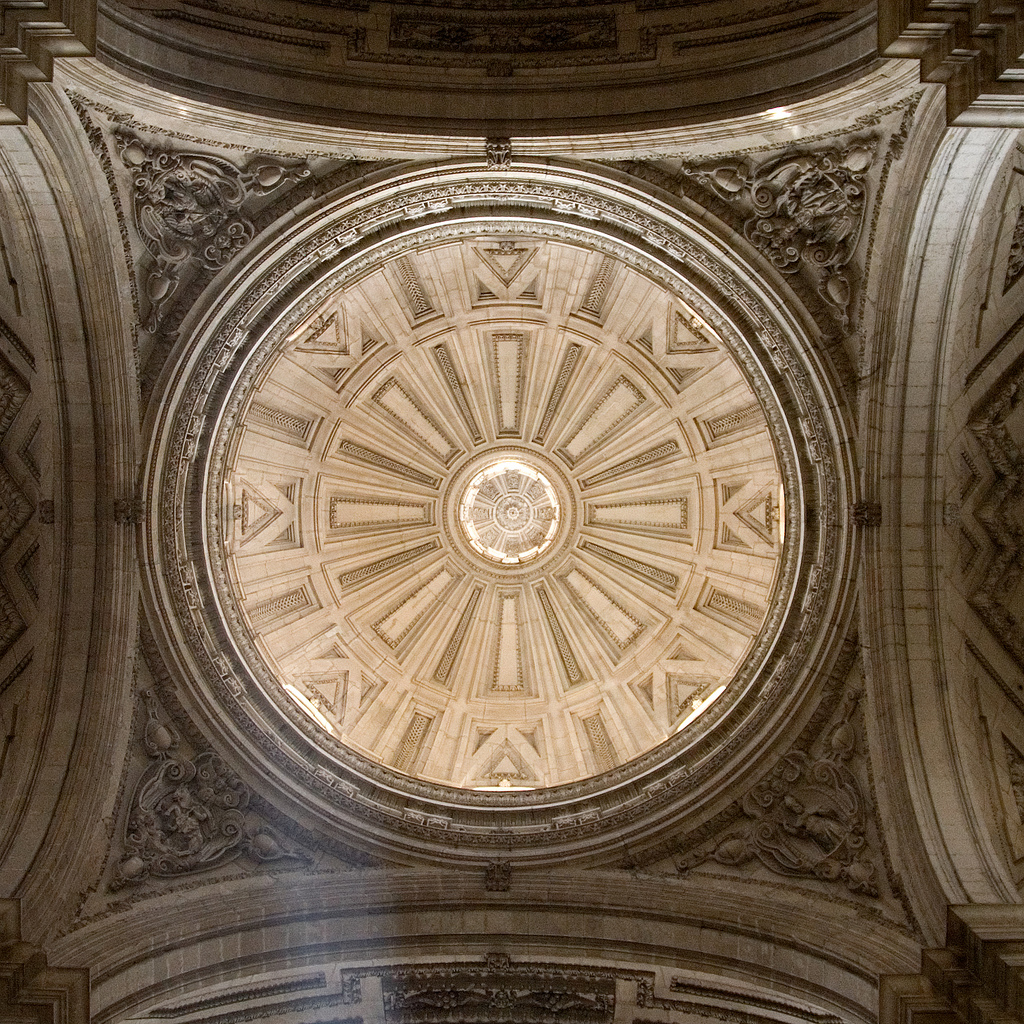
Vierungskuppel

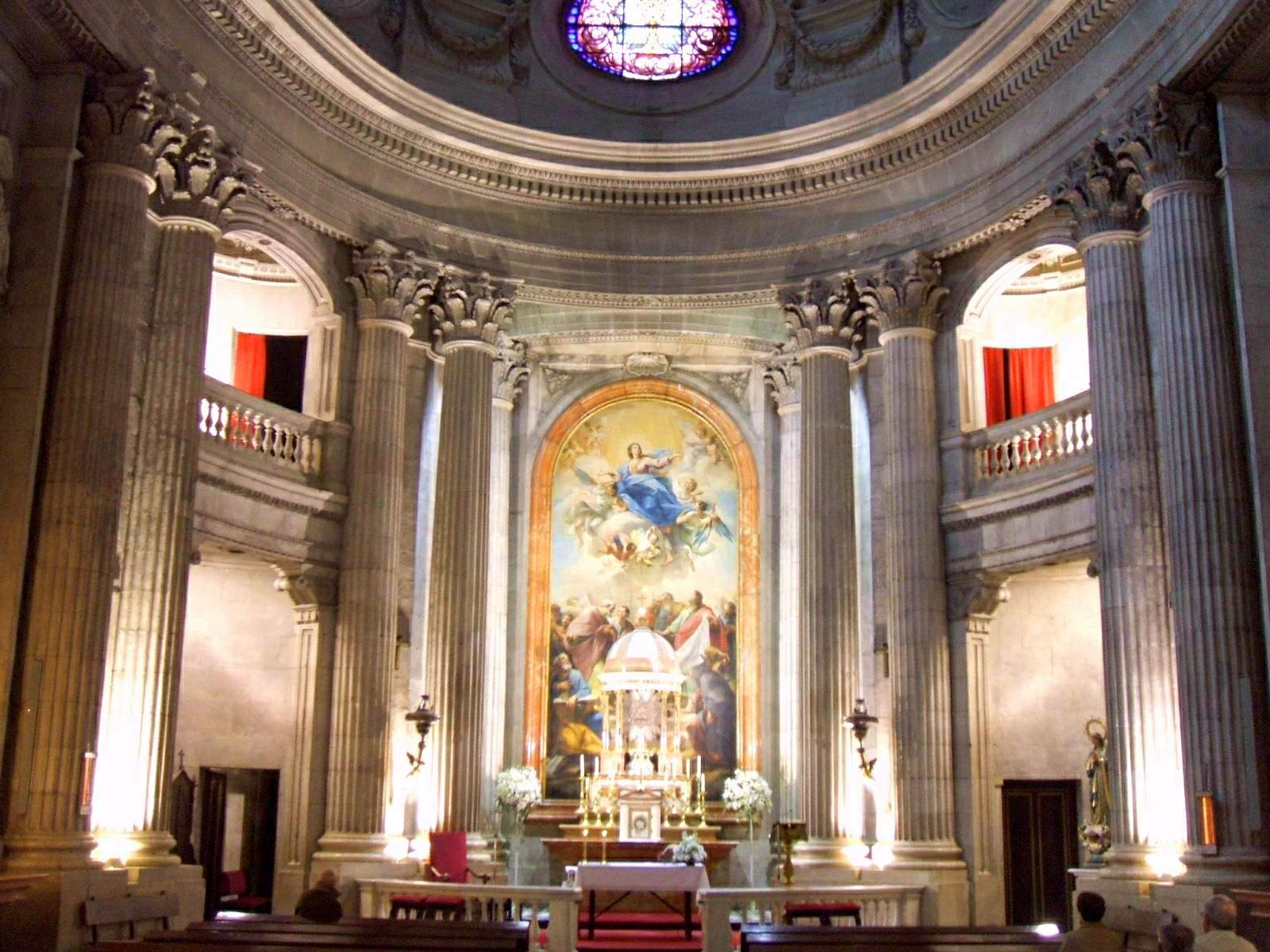
Sagrario

Die Kathedrale von Jaén (spanisch Catedral de la Asunción de Jaén) ist einer der bedeutendsten Sakralbauten der Renaissance in Andalusien und ganz Spanien. In architektonischer Hinsicht diente sie als Vorbild für zahlreiche spätere Bischofskirchen in Andalusien und im spanischen Kolonialreich.

## Geschichte
Nach der Rückeroberung (reconquista) der Stadt Jaén durch die Truppen König Ferdinands III. im Jahr 1246 diente die ehemalige Hauptmoschee (mezquita) der Stadt als Bischofssitz. Im Jahr 1494 begann man mit dem Bau einer gotischen Kathedrale, deren Vierungskuppel (cimborrio) jedoch bereits im Jahr 1525 einstürzte. Im Jahr 1540 begann man mit einem deutlich größeren Neubau, der jedoch erst im Jahr 1725 vollendet wurde. Maßgeblicher Architekt der Entwurfsplanung und der ersten Bauphase war Andrés de Vandelvira, der auch in Jaén starb († 1575). Die Arbeiten wurden später von den Architekten Alonso Barba († 1594), Juan de Aranda Salazar († 1654) und Eufrasio López de Rojas († 1684) fortgesetzt.

## Architektur
Die Zweiturmfassade ist insgesamt etwa 55 m breit; durch die im rückwärtigen Teil angefügten Bauteile (Sakristei und Sagrario) ergibt sich eine Gesamtbreite der Kathedrale von ca. 70 m. Der dreischiffige, apsidenlose, aber mit Querhaus und Seitenkapellen versehene Bau hat eine Länge von ca. 100 m.

### Außenbau
Der in etwa quadratische Binnenteil der Fassade wurde nach einem Entwurf von Eufrasio López de Rojas gebaut und vier Jahre nach dessen Tod von einem seiner Schüler vollendet. Die annähernd lebensgroßen Skulpturen der vier Kirchenväter und der vier Evangelisten rahmen die zentrale Figur Ferdinands III., den Rückeroberer der Stadt; sie stammen von Pedro Roldán, einem der bedeutendsten Barockbildhauer Spaniens. Die seitlichen Türme sind im unteren Teil nahezu schmucklos; oben haben sie nach allen Seiten geöffnete Glockengeschosse. Im Grundriss gut zu erkennen ist die Tatsache, dass die Kathedrale – wie auch viele andere neuzeitliche Kirchenbauten Spaniens und Portugals – keinen apsidialen Chorabschluss hat.

Figurenschmuck der Fassade
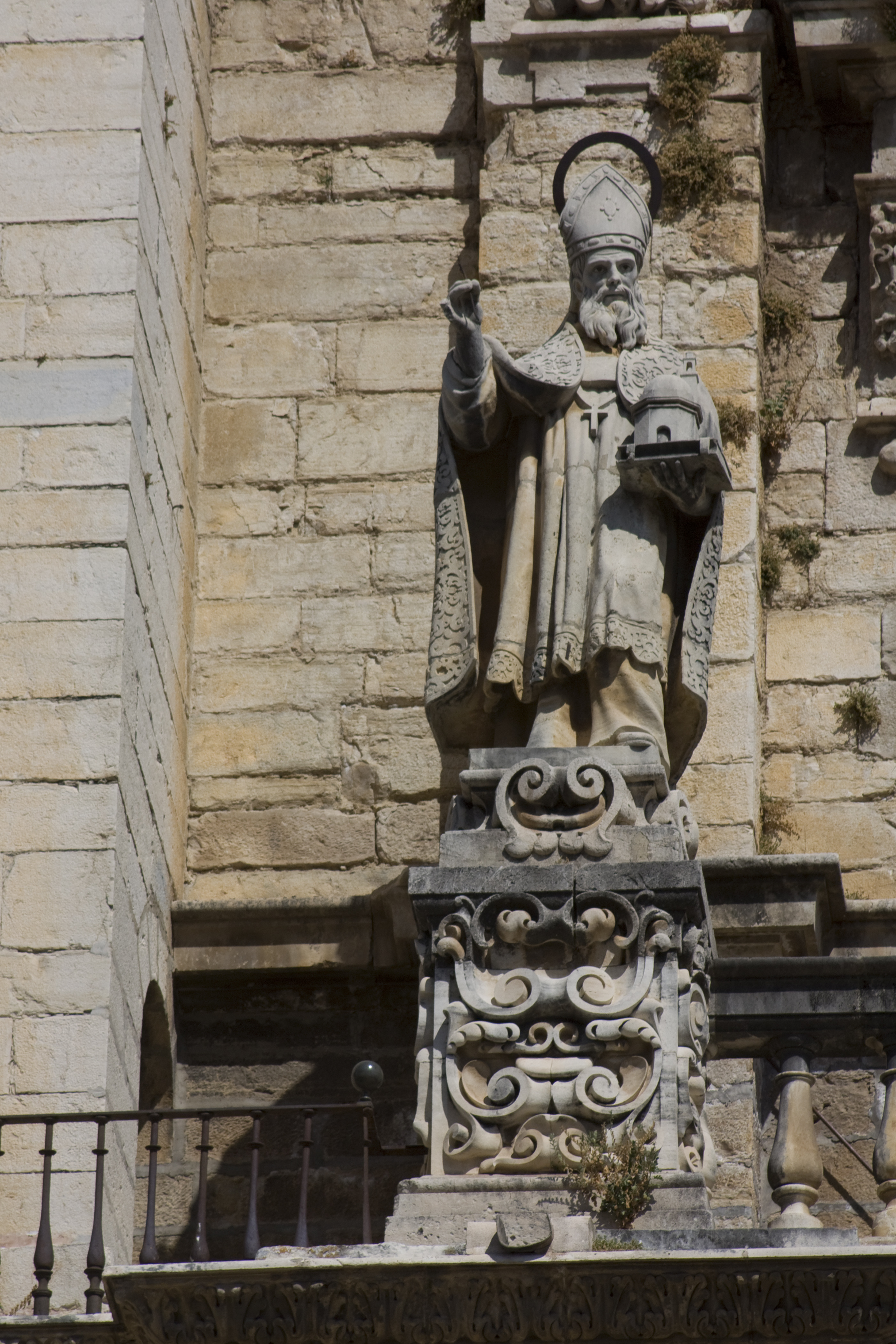
Augustinus
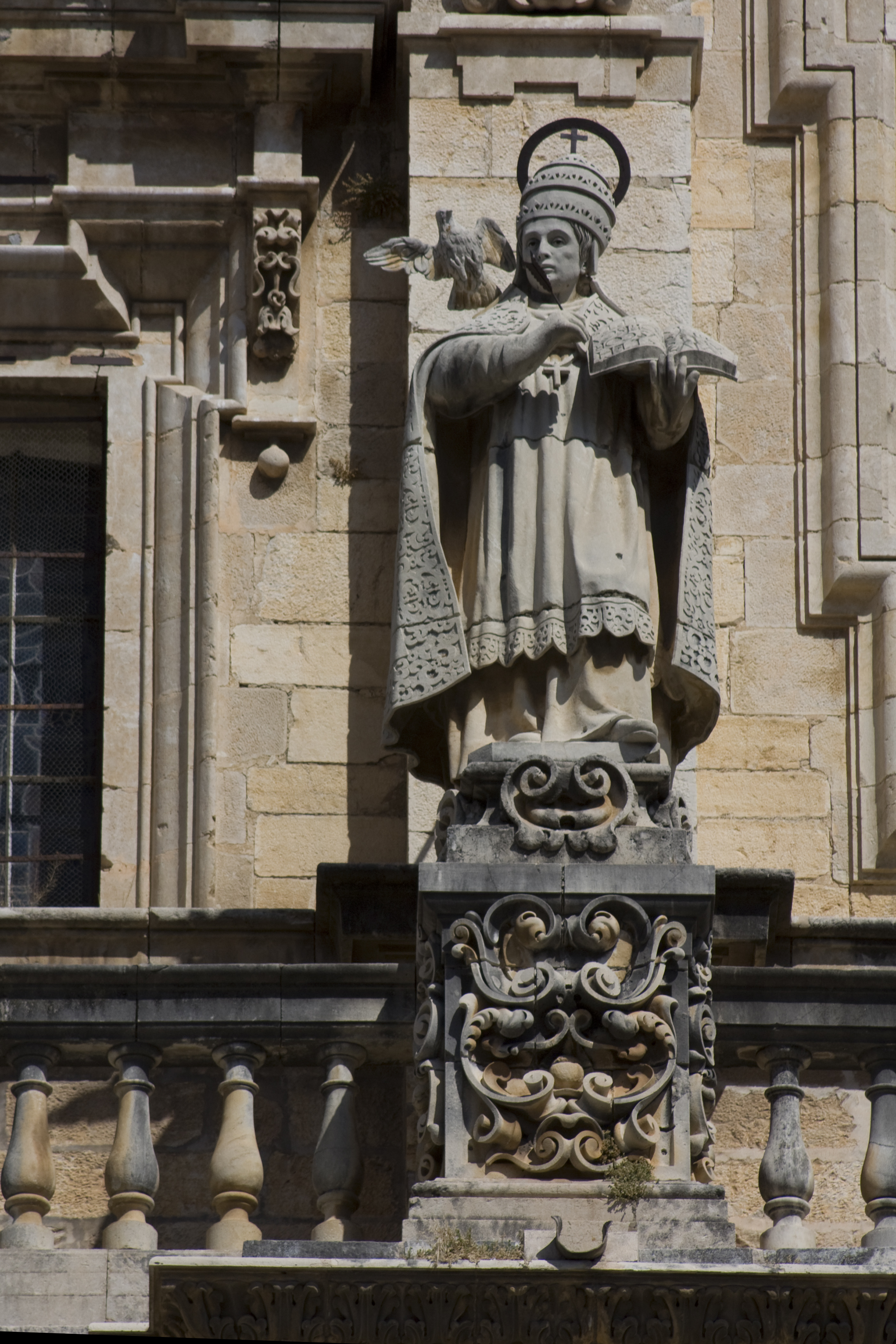
Gregor der Große
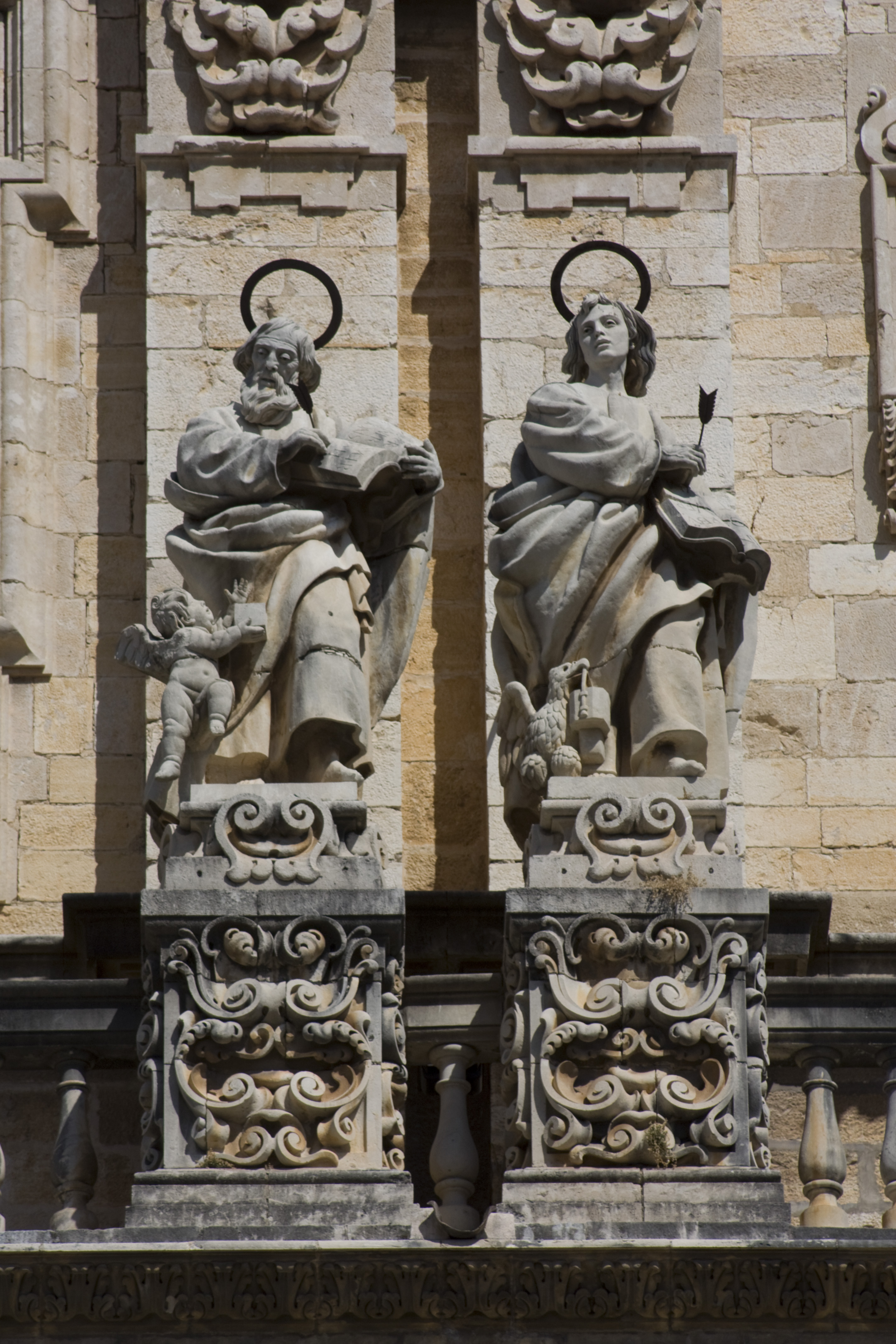
Matthäus und Johannes
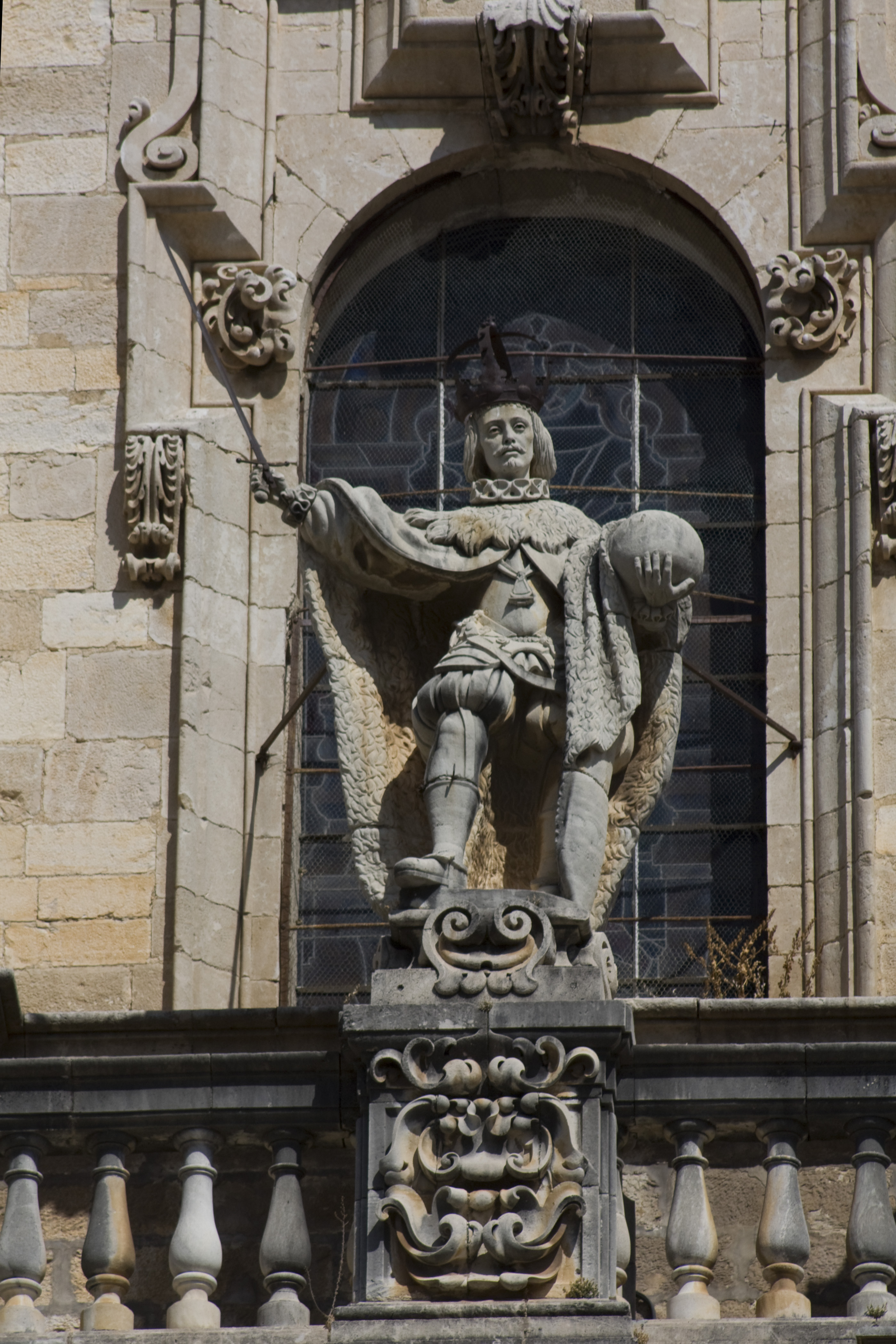
Ferdinand der Heilige
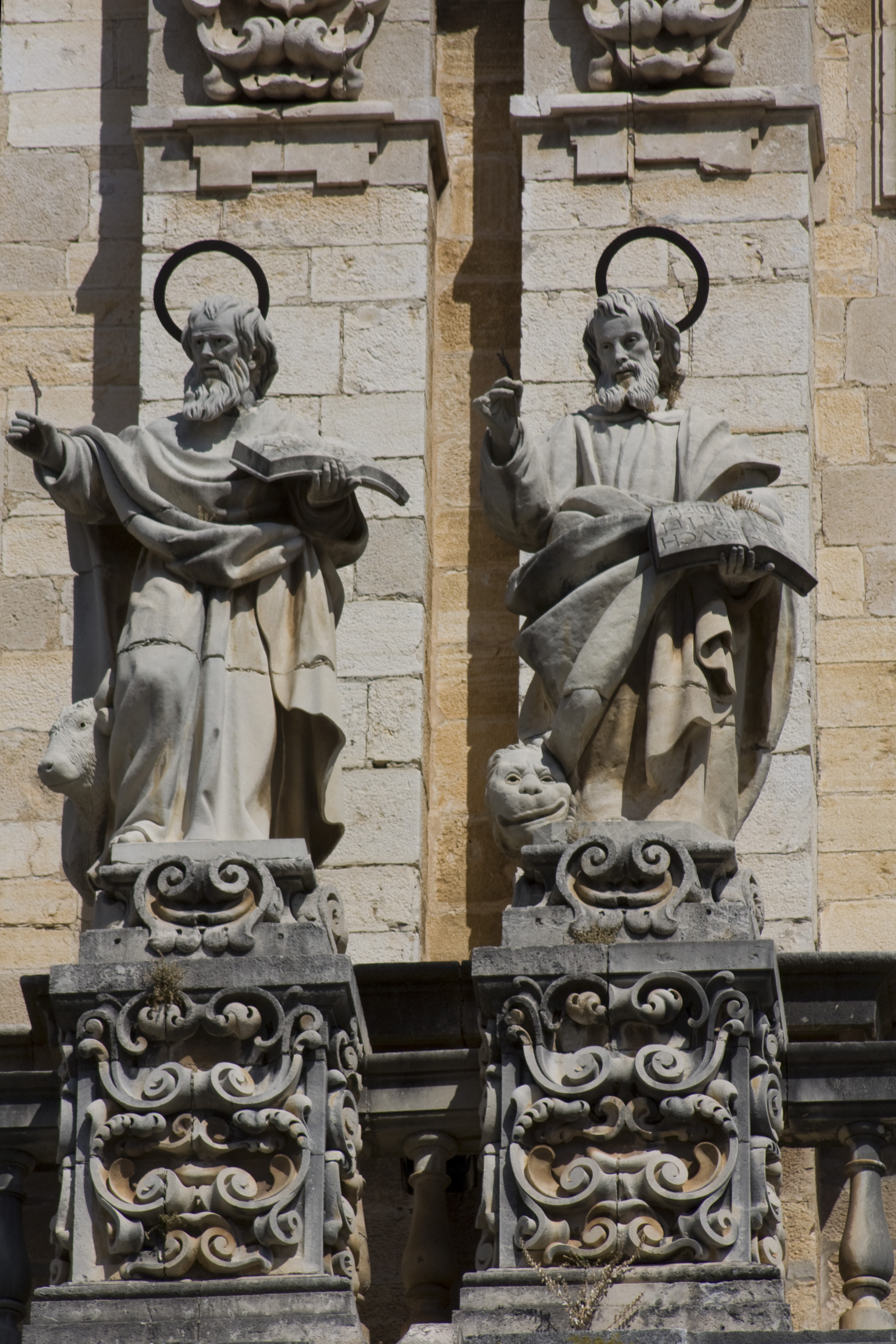
Lukas und Markus
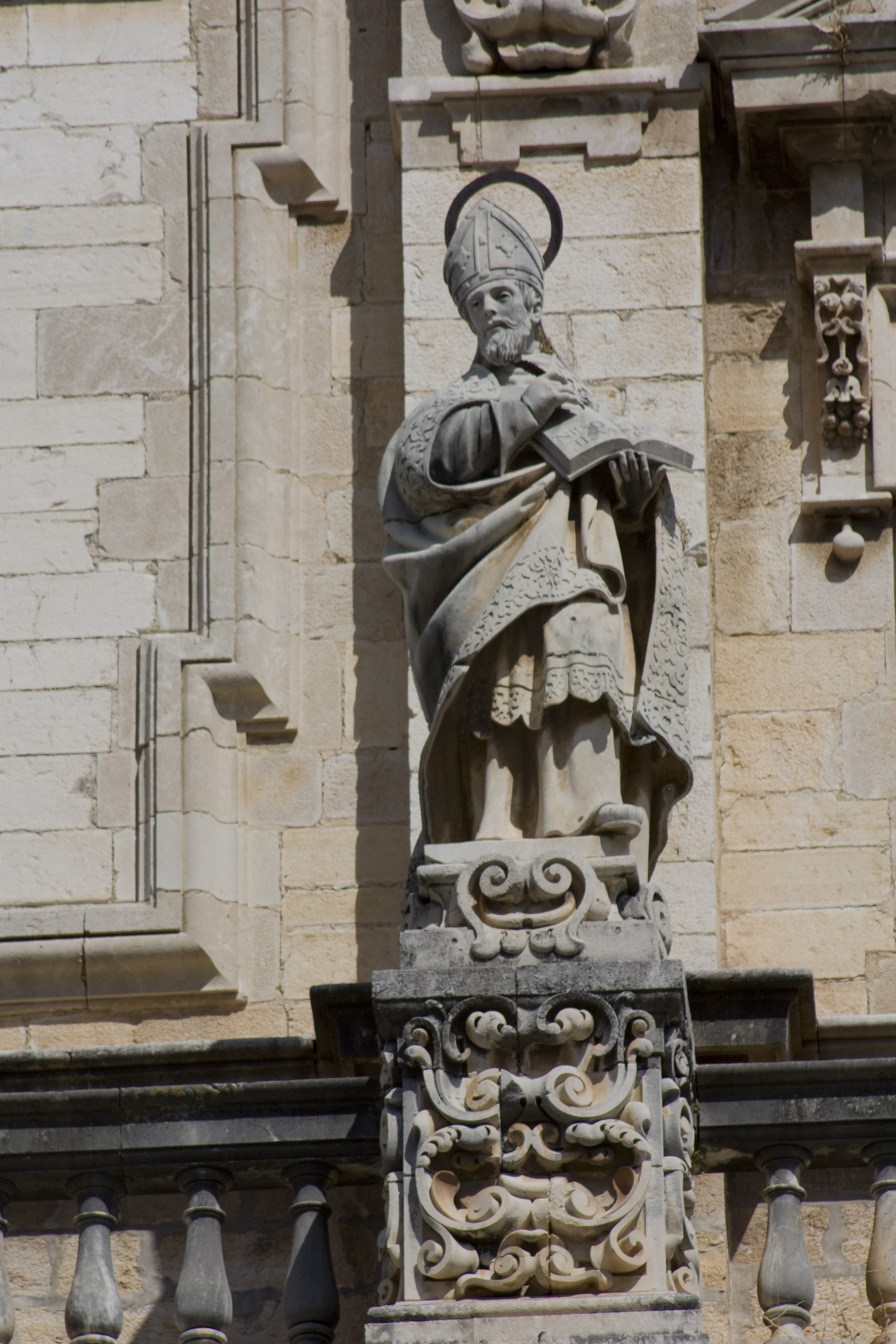
Ambrosius von Mailand
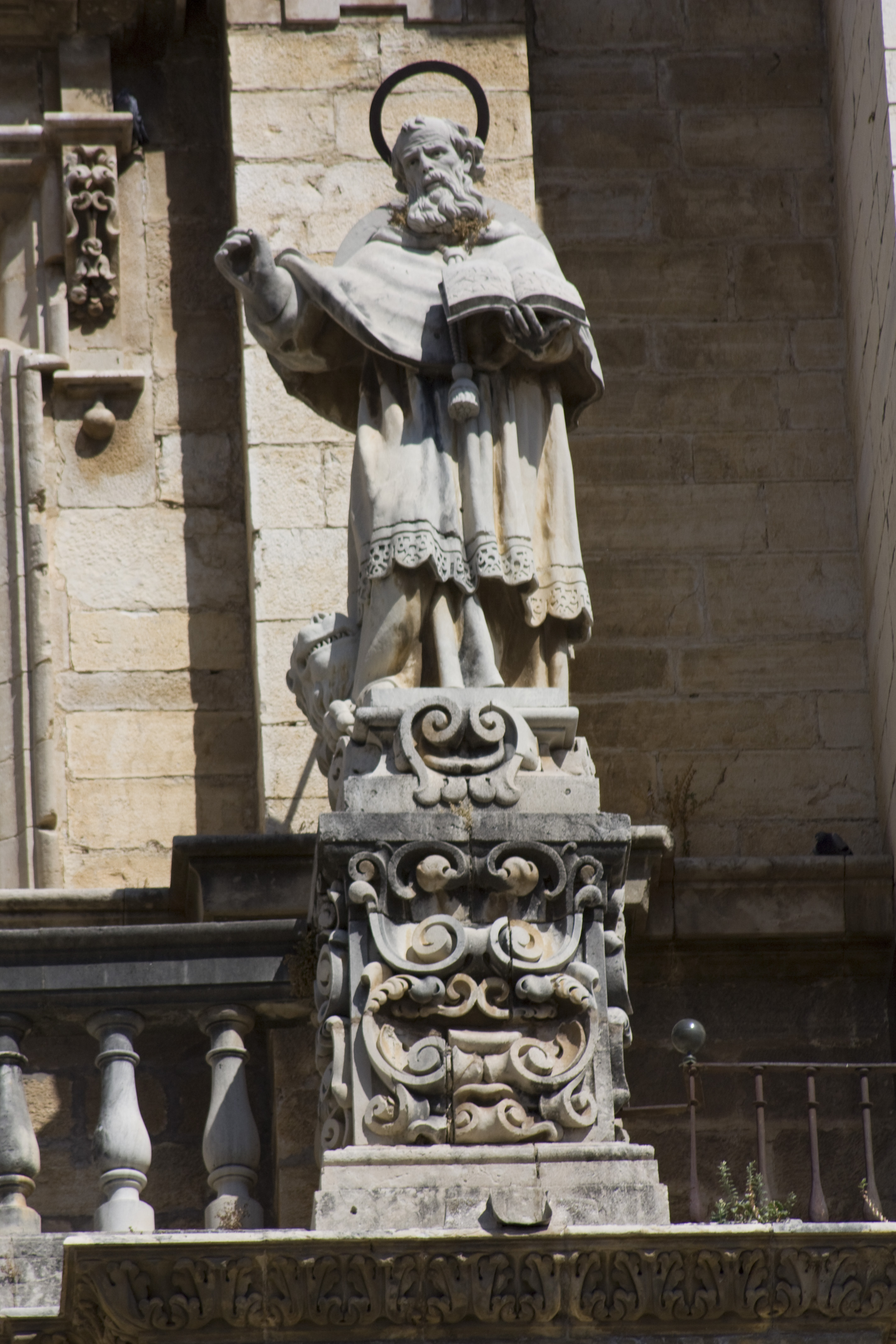
Hieronymus

### Innenraum
Wegen des im Mittelschiff eingebauten Binnenchors (coro) ist das Innere der Kathedrale zunächst kaum zu erfassen. Die Säulen sind allesamt mit Kanneluren versehen; sie enden in korinthischen Kapitellen. Die Deckengewölbe haben großflächige geometrische Muster ohne tragende Funktion. Die auf Pendentifs ruhende Vierungskuppel empfängt Licht durch seitliche Fenster; zusätzlich fällt Licht durch eine aufsitzende Laterne ein.

## Sagrario
Im Sagrario genannten Annexbau der Kirche werden in der Regel vor und nach der Messfeier die geweihten Hostien aufbewahrt. Der zur Gänze von Andrés de Vandelvira stammende Bau ist von außen eher unscheinbar; das Innere des Baues zeigt dagegen einen beinahe „klassisch“ zu nennenden Aufbau mit einem – für spanische Kirchen eher untypischen – ovalen Grundriss mit Emporen in den Eckzwickeln. Einzige Lichtquellen sind die ovalen Kuppelfenster und die aufsitzende Laterne.

## Ausstattung
Zur Ausstattung der Kathedrale gehören zahlreiche Altäre mitsamt Retabeln (retablos), das Chorgestühl (sillería) im Coro, ein marmornes Taufbecken (pila bautismal) sowie Kultgeräte, Skulpturen und Gemälde.

## Schweißtuch der Veronika
In der Kathedrale wird eine hochverehrte Reliquie, das Schweißtuch der Veronika, aufbewahrt. Doch mehrere andere Städte erheben ebenfalls Anspruch auf die Echtheit ihres Tuchs.